# 東部町
東部町（とうぶまち）は、かつて長野県小県郡にあった町。2004年（平成16年）4月1日に北御牧村と合併して東御市が発足し、東部町は廃止された。

## 地理
長野県東部の東信地方に区分される。

### 地形
- 山：烏帽子岳、湯ノ丸山、篭ノ登山、三方ヶ峰、大室山、水ノ塔山、見晴岳
- 河川：千曲川、平沢川、大石沢川、西沢川、所沢川、針ノ木川、祢津東川、求女川、三分川、金原川、成沢川、笠石川、西川、桜沢川、大星川、御堂沢川

### 隣接していた自治体
長野県
- 上田市
- 小諸市
- 小県郡丸子町
- 小県郡真田町
- 北佐久郡北御牧村

群馬県
- 吾妻郡嬬恋村

## 歴史
- 1956年（昭和31年）9月30日 - 小県郡田中町、祢津村及び和村が合併して、東部町が発足する。
- 1958年（昭和33年）4月10日 - 滋野村を編入する。
- 1959年（昭和34年）4月1日 - 井子、糠地及び芝生田地籍の区域が小諸市に編入される。
- 1966年（昭和41年）4月1日 - 遠河原地籍の区域が丸子町に編入する。
- 2001年（平成11年）8月19日 - 小諸市の区域の内、赤岩地区の区域の一部を編入する。
- 2003年（平成13年）5月14日 - 本海野地籍の区域の一部が丸子町に編入する。丸子町の区域の内、塩川地籍の区域の一部（中島地籍）を編入する。
- 2004年（平成16年）4月1日 - 小県郡東部町及び北佐久郡北御牧村が合併して、東御市が発足する。

## 行政

### 歴代町長
| 東部町の歴代町長 | 東部町の歴代町長 | 東部町の歴代町長 | 東部町の歴代町長 | 東部町の歴代町長 |
| 代               | 氏名             | 就任日           | 退任日           | 期               |
| ---------------- | ---------------- | ---------------- | ---------------- | ---------------- |
| 初代             | 田中金夫         | 1956年10月16日   | 1960年10月13日   | 1期              |
| 2代              | 百瀬豊善         | 1960年10月14日   | 1976年10月13日   | 4期              |
| 3代              | 佐藤良男         | 1976年10月14日   | 1986年11月24日   | 3期              |
| 4代              | 保科俶教         | 1986年12月7日    | 2002年12月6日    | 4期              |
| 5代              | 土屋哲男         | 2002年12月7日    | 2004年3月31日    | 1期              |

### 議会
- 定数 20人
- 議長 柳橋勝

### 友好都市・姉妹都市
日本国内
- 大田区（東京都）
  - 1996年（平成8年）9月20日に友好都市提携。東御市発足後も関係は続いている。

日本国外
- リードリー（英語版）（アメリカ合衆国カリフォルニア州）

## 経済

### 本社を置く主な企業
- カクイチ建材工業株式会社
- カクイチ製作所
- アメニティーズ
- ミマキエンジニアリング

### 主力工場を置く主な企業
- 河田工業 長野流通センター 長野工場
- 松下電送（現パナソニック システムネットワークス）長野工場
- ファンケル発芽米 長野工場
- 日信工業 開発センター・東部工場
- 神栄コンデンサー（現神栄テクノロジー 長野工場）

### 過去に主力工場を置いていた主な企業
- わらべや日洋 浅間工場

## 教育

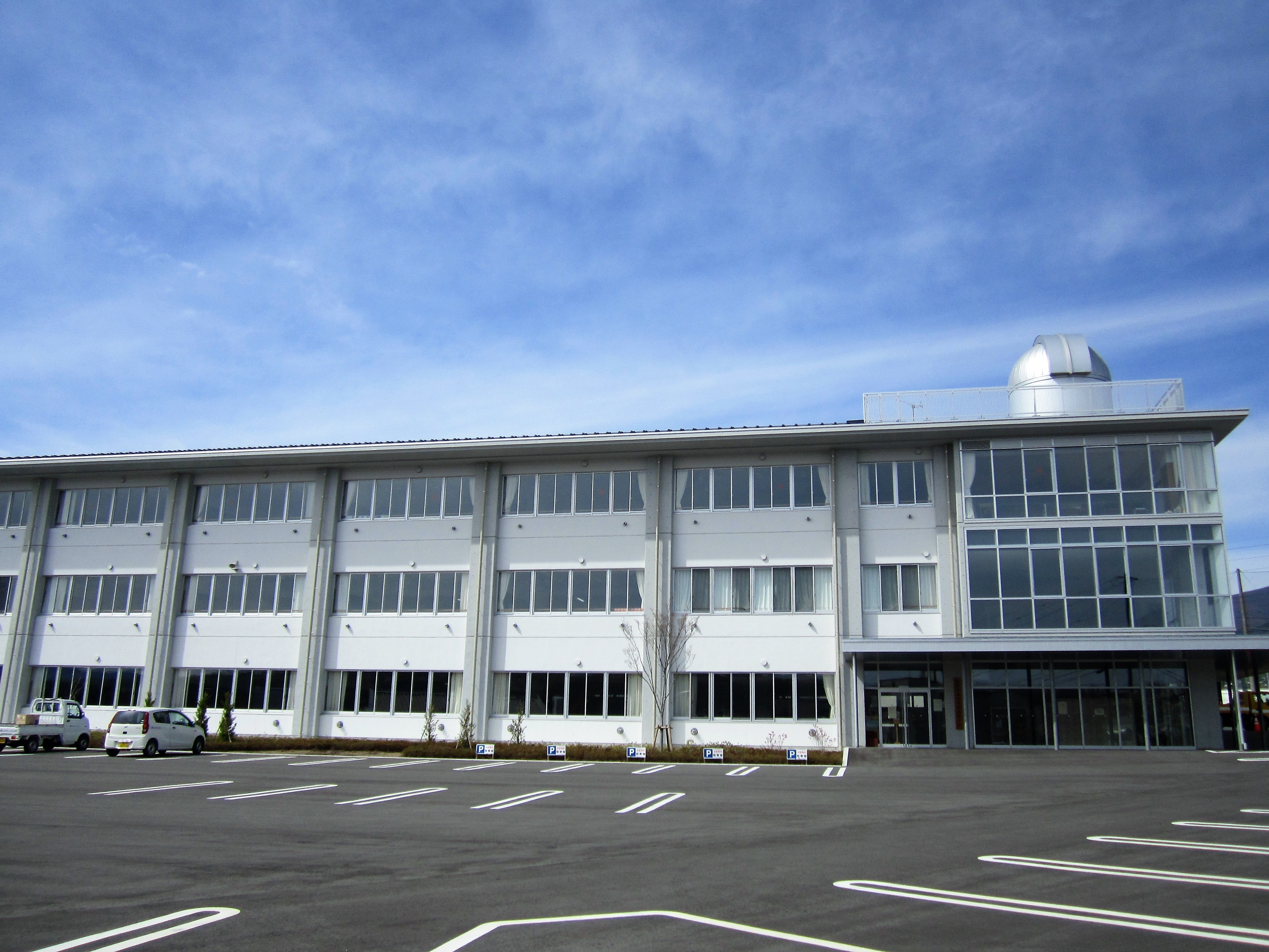
長野県東部高等学校

### 高等学校
- 長野県東部高等学校

### 中学校
- 東部町立東部中学校

### 小学校
- 東部町立和小学校
- 東部町立田中小学校
- 東部町立祢津小学校
- 東部町立滋野小学校

## 施設
- 東部町立ひまわり病院
- 滋野映画劇場 - 昭和20年代にあった映画館。
- 信盛座 - 昭和20年代・30年代にあった劇場・映画館。

## 交通

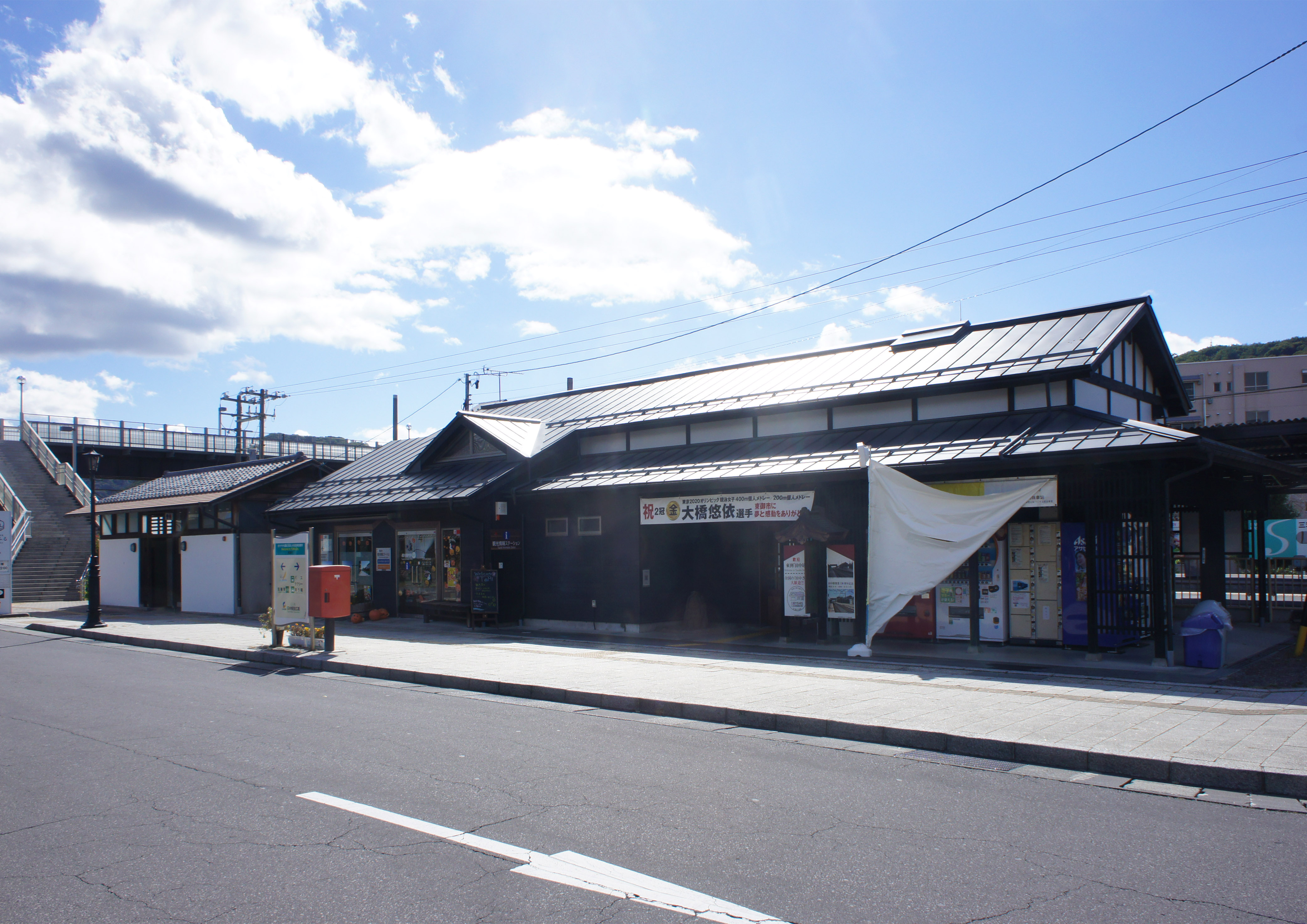
田中駅

### 鉄道
- しなの鉄道
  - しなの鉄道線：滋野駅 - 田中駅

### バス
- 東信観光バス
  - 千曲バスの子会社。もともとは千曲バスが運行していたが、不採算路線のため1983年に東部町営バスが自治体バスとして運行を引き継いだ。しかし、町営バスとしての運行も困難になったため、1990年に路線・車両を東信観光バスに譲渡している。

### 道路
高速道路
- 上信越自動車道
  - (9)東部湯の丸IC
  - 東部湯の丸SA

国道
- 国道18号

県道
- 長野県道4号真田東部線 （旧菅平有料道路）
- 長野県道79号小諸上田線 （浅間サンライン）

道の駅雷電くるみの里
- 長野県道・群馬県道94号東部嬬恋線
- 長野県道166号東部望月線

## 名所・旧跡・観光スポット・祭事・催事

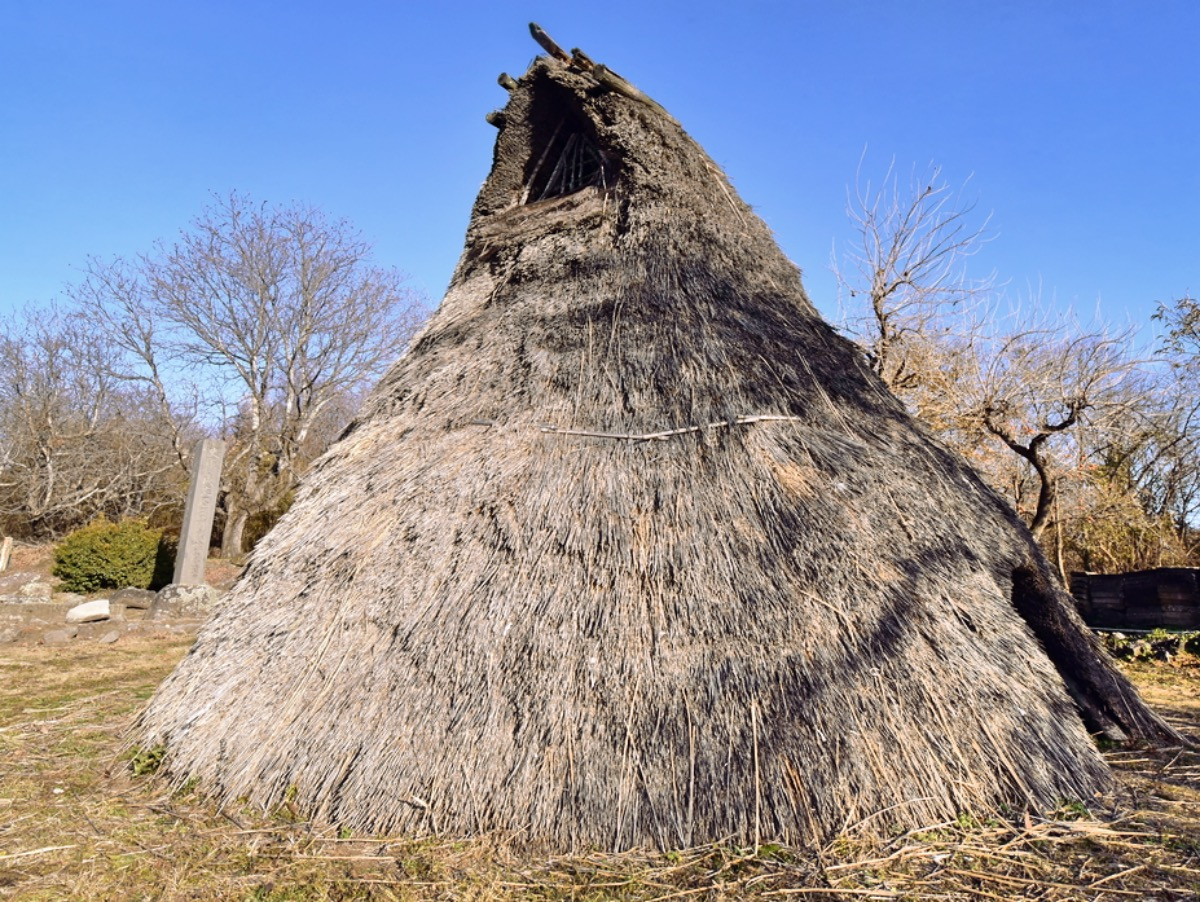
戌立石器時代住居跡

- 海野宿 - 北国街道の宿場。重要伝統的建造物群保存地区。日本の道100選。
  - 海野宿歴史民俗資料館
- 西宮の歌舞伎舞台 - 日本最古の廻り舞台を有する。
- 雷電爲右衞門生家
- 湯の丸高原 - 上信越高原国立公園に含まれる高原。
  - 湯の丸スキー場
  - 湯の丸レンゲツツジ群落 - 国指定天然記念物。
- 池の平湿原
- 戌立石器時代住居跡 - 縄文中期から後期の集落遺跡。国の史跡。
- 湯楽里館 - 日帰り温泉施設。
- ゆぅふるtanaka - 日帰り温泉施設。

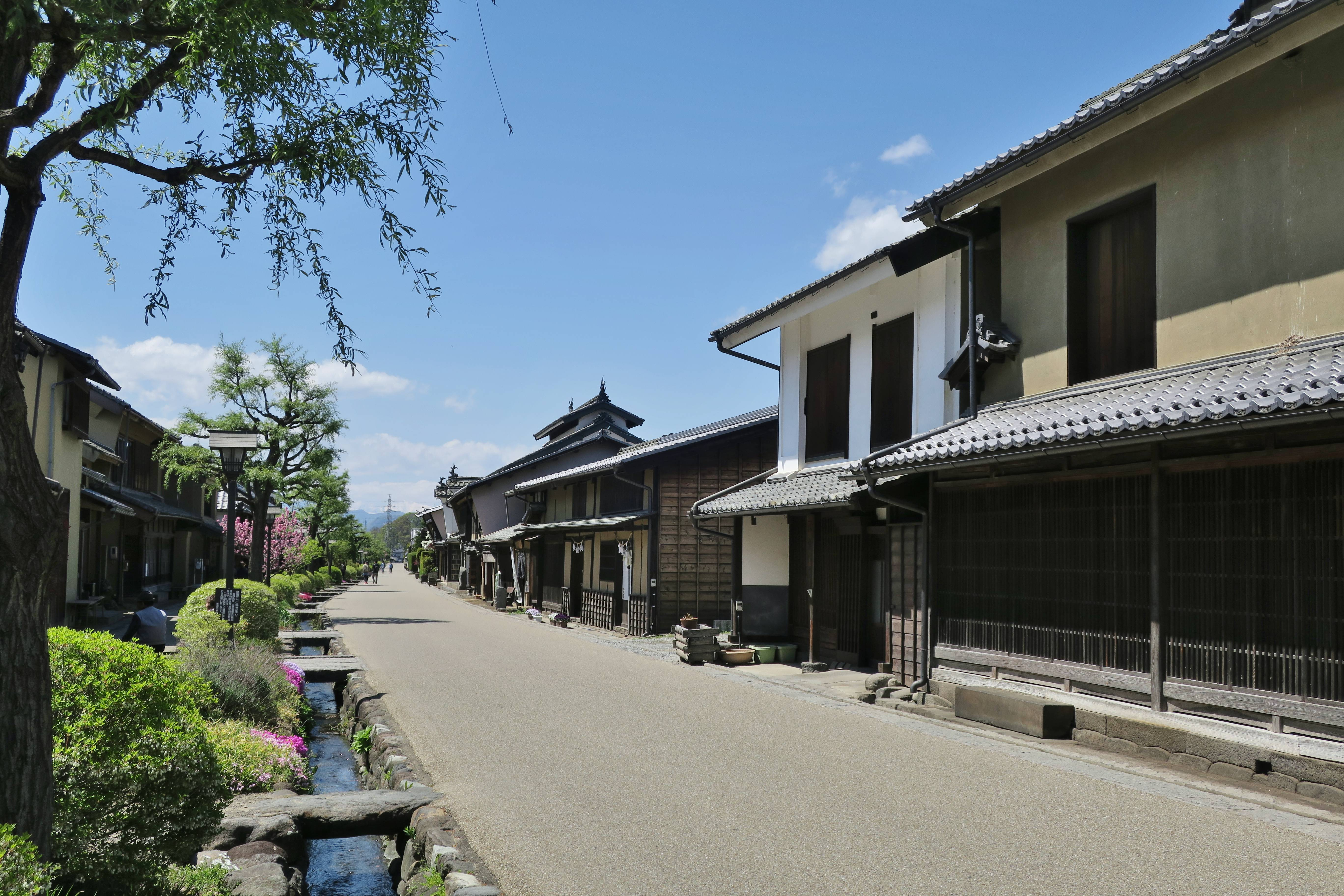
海野宿
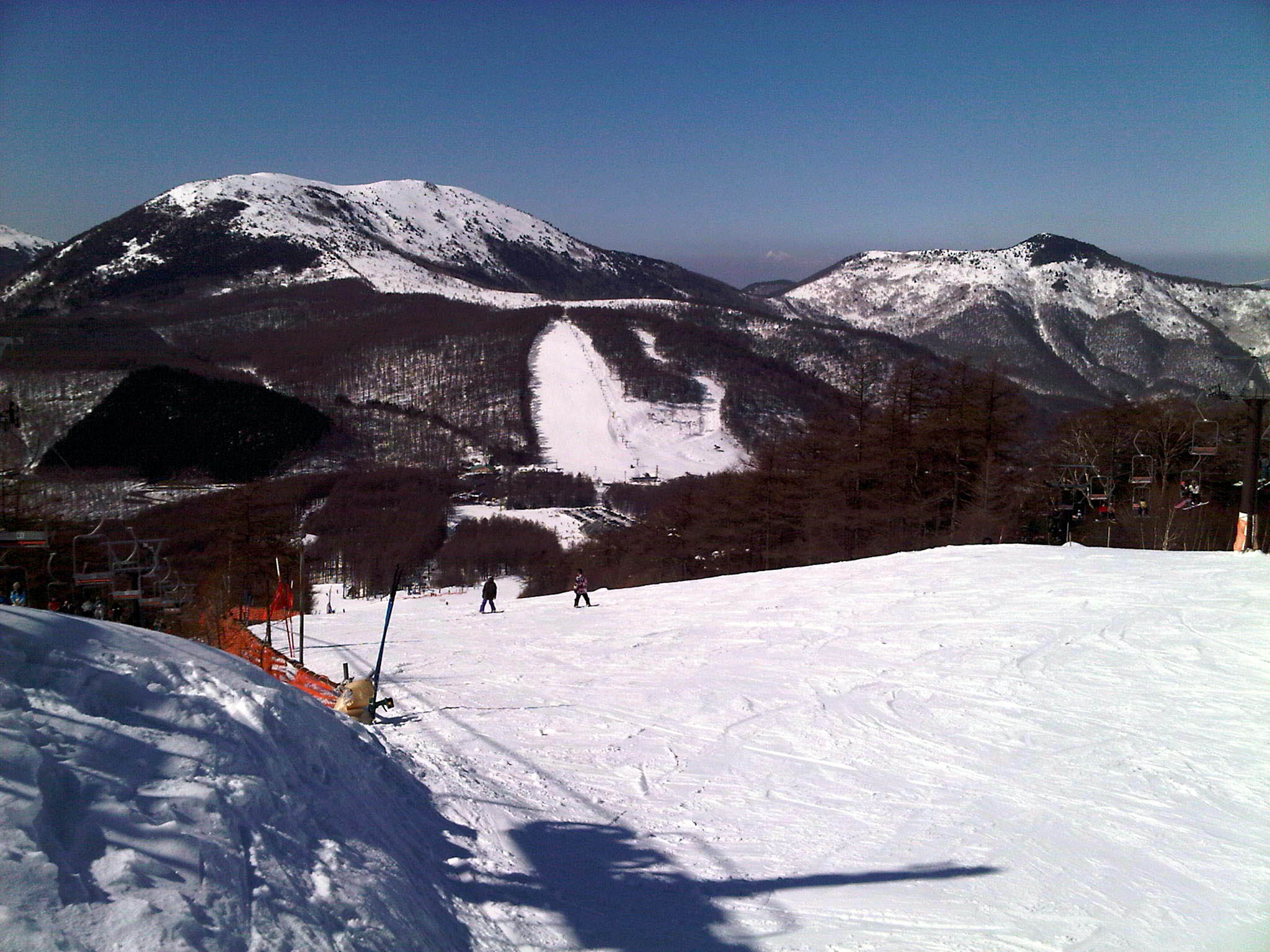
湯の丸スキー場
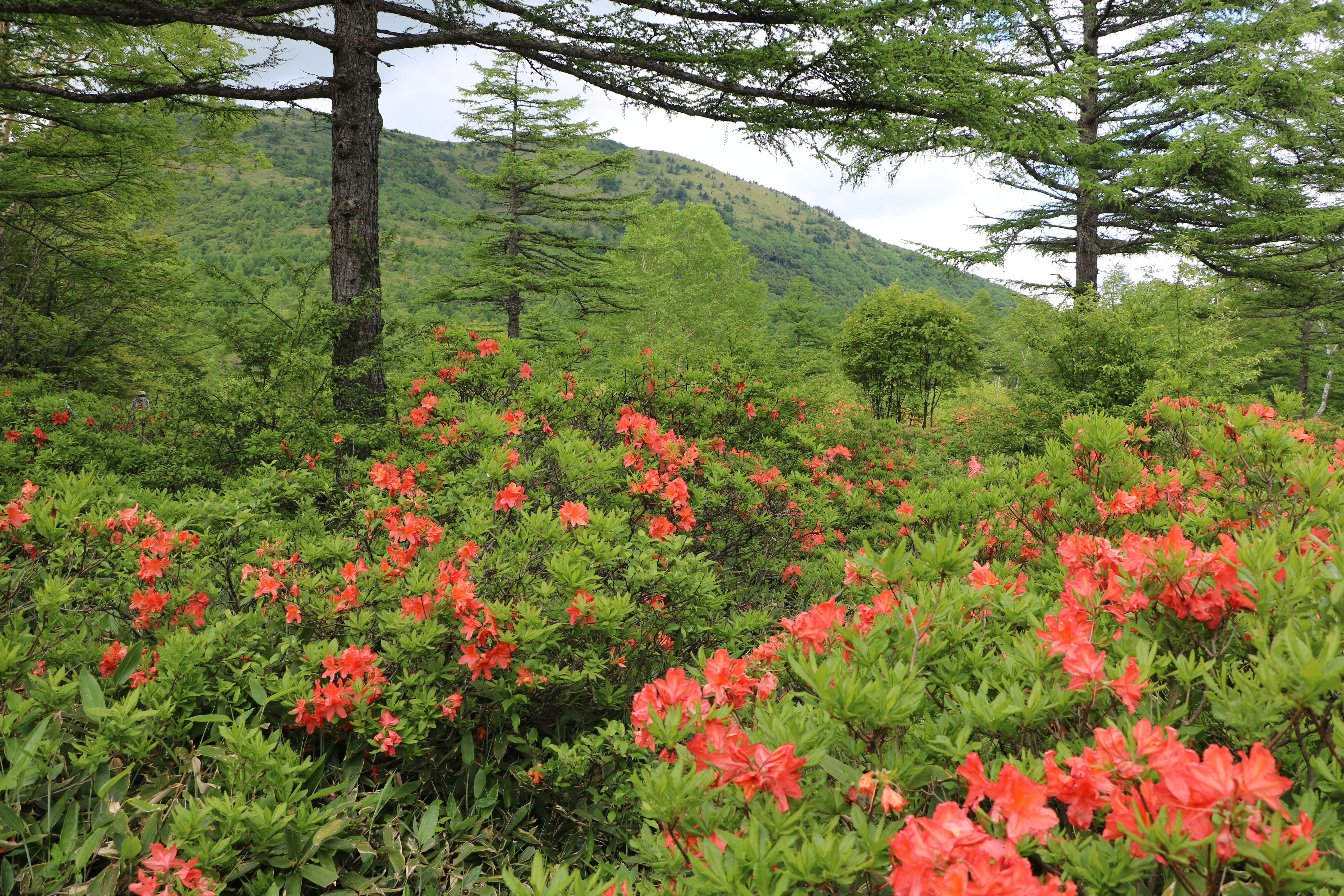
湯の丸レンゲツツジ群落

## 出身有名人
- 雷電爲右衞門 - 江戸時代の力士。

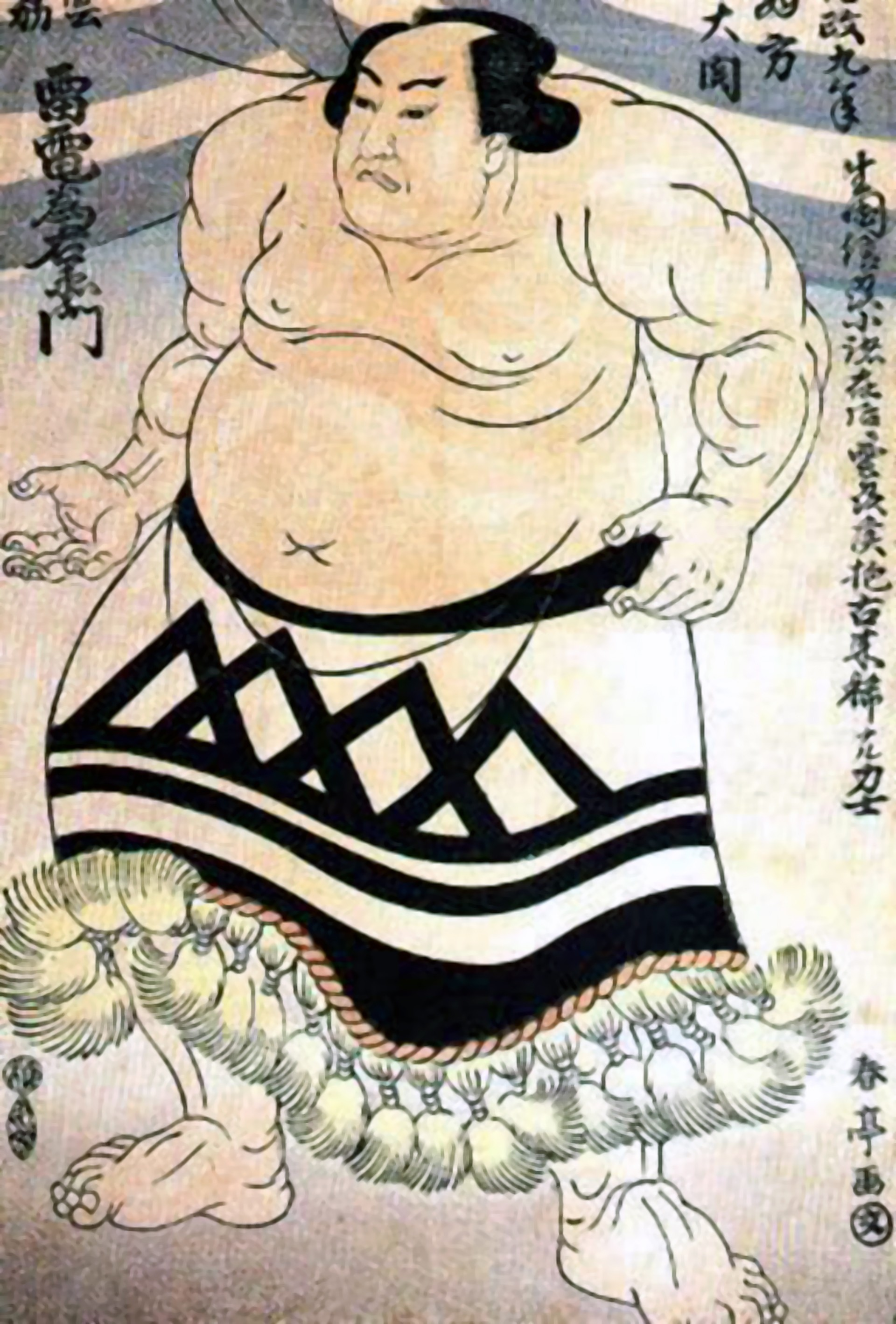
雷電爲右衞門

- 小野沢勝太郎 - 実業家・政治家。島根県議会議員。
- 土屋圭市 - レーシングドライバー。
- 丸山晩霞 - 水彩画家。
- 熊谷正寿 - 実業家。GMOインターネットグループ代表取締役。